# Ferrocarril de Luchana a Munguía

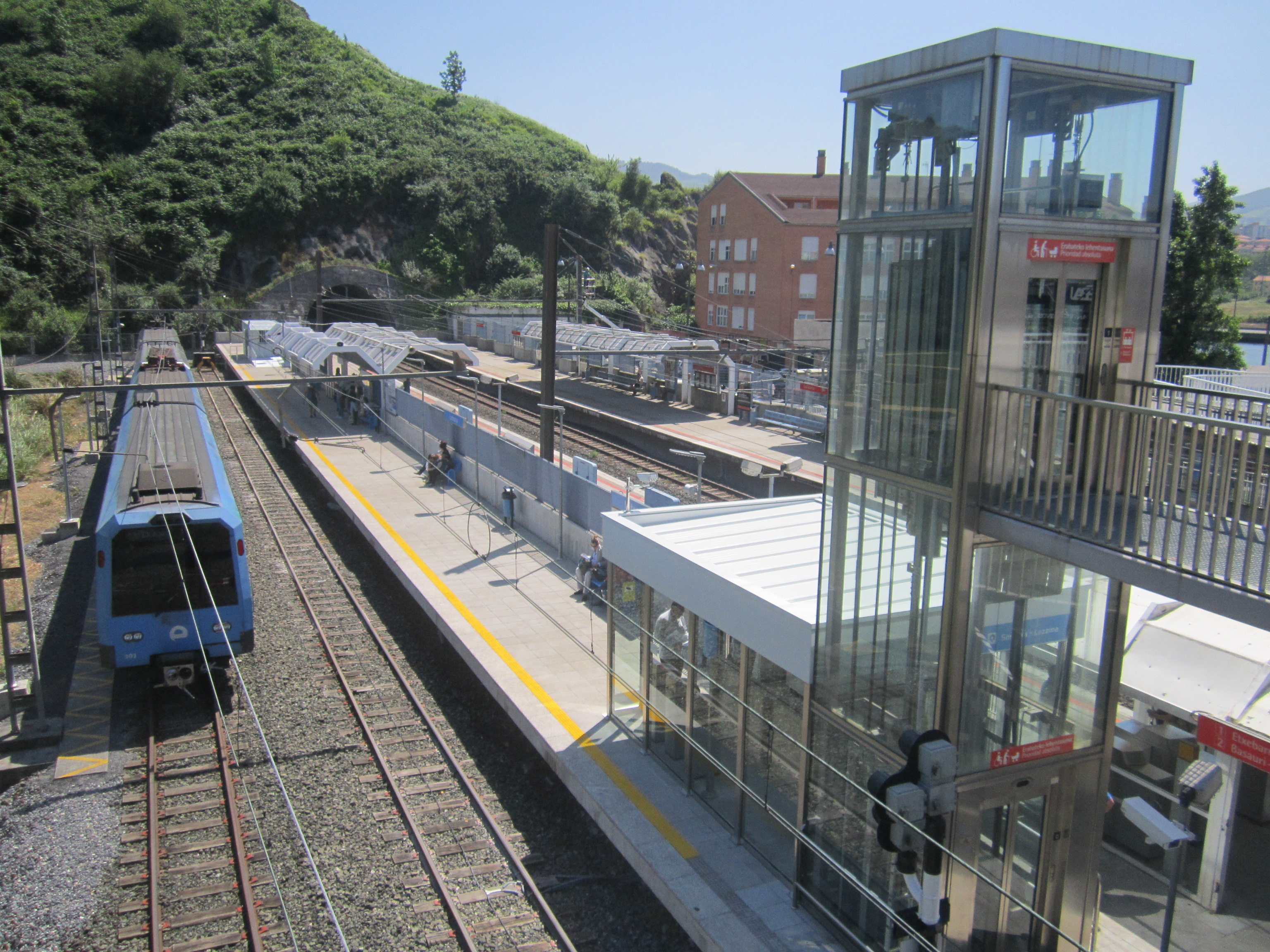
Estación conjunta de Lutxana de la línea 1 de Metro Bilbao (antes, línea de Bilbao a Plencia) y el antiguo ferrocarril de Luchana a Munguía.

El ferrocarril de Luchana a Munguía fue una línea férrea de vía estrecha que unía las localidades vizcaínas de Erandio y Munguía en el País Vasco (España) y que funcionó en su integridad entre 1894 y 1975. Tras sucesivas ampliaciones del aeropuerto de Bilbao y la consiguiente clausura de este ferrocarril, el trazado entre el municipio de Sondica y Munguía fue desmantelado al poco tiempo. Desde entonces y hasta hoy, únicamente se mantiene el trayecto inicial entre el barrio de Luchana (Erandio) y Sondica, siguiendo el mismo trazado original sin grandes cambios; la única modificación significativa acometida en la línea, desde su cercenamiento, tuvo lugar en 1992, cuando el corto tramo de acceso al núcleo urbano de Sondica por el norte (lindando con el recinto del aeropuerto) fue sustituido por una variante que daría servicio a la nueva estación ferroviaria de la localidad, inaugurada dicho año en sustitución de la original, ubicada más al sur y más céntrica.
Por la infraestructura conservada se sirve, en la actualidad, la línea E3a de Euskotren Trena, un apéndice de la línea de cercanías E3 (Echévarri–Bilbao–Lezama, también conocida como línea del Valle de Asúa) del mismo operador, que sirve a modo de lanzadera entre dicha línea y la línea de metro L1 de Metro Bilbao, que se unen en la estación intermodal de Lutxana de la red de metro de Bilbao. La lanzadera, otrora planteada como servicio de tranvía con apeaderos en los polígonos industriales aledaños, permaneció interrumpida por baja demanda durante casi veinte años, entre 1997 y 2015, hasta que el 1 de abril de dicho año se reanudó el tráfico de pasajeros, recuperándose también el apeadero de Sangróniz, como compensación provisional por las obras de la línea 3 de metro, manteniéndose incluso después, hasta la actualidad. El tramo también ha sido utilizado tradicionalmente como vía de acceso de los trenes de la línea del Valle de Asúa a los talleres de Euskotren en Luchana, así como vía de prueba de nuevas unidades, como los trenes del tranvía de Bilbao o las locomotoras de Euskotren Kargo. Al mismo tiempo, por buena parte del resto del trazado desmantelado transcurre hoy una vía verde con el mismo nombre.
La empresa explotadora original, la Compañía del Ferrocarril de Luchana a Munguía, fue fundada el 9 de julio de 1891, con la aportación de la Diputación Foral de Vizcaya y el Ayuntamiento de Erandio. Se encargó de explotar la línea hasta el 1 de julio de 1947, cuando fue adquirida por 1.150.000 pesetas por Ferrocarriles y Transportes Suburbanos de Bilbao (FTS), compañía con sede en la antigua estación de Bilbao-Aduana, que llegó a gestionar las líneas de Bilbao a Plencia, de Matico a Azbarren (Basauri), o de Bilbao a Lezama, entre otras. FTS se encargó de gestionar la línea (de Luchana a Munguía primero, y de Luchana a Sondica desde 1975) hasta 1977, cuando, tras su desaparición, sus servicios pasaron a ser gestionados por FEVE primero, por el Consejo General Vasco desde 1978, y, a partir de 1982 y hasta su clausura en 1997, por Eusko Trenbideak (Euskotren).

## Historia

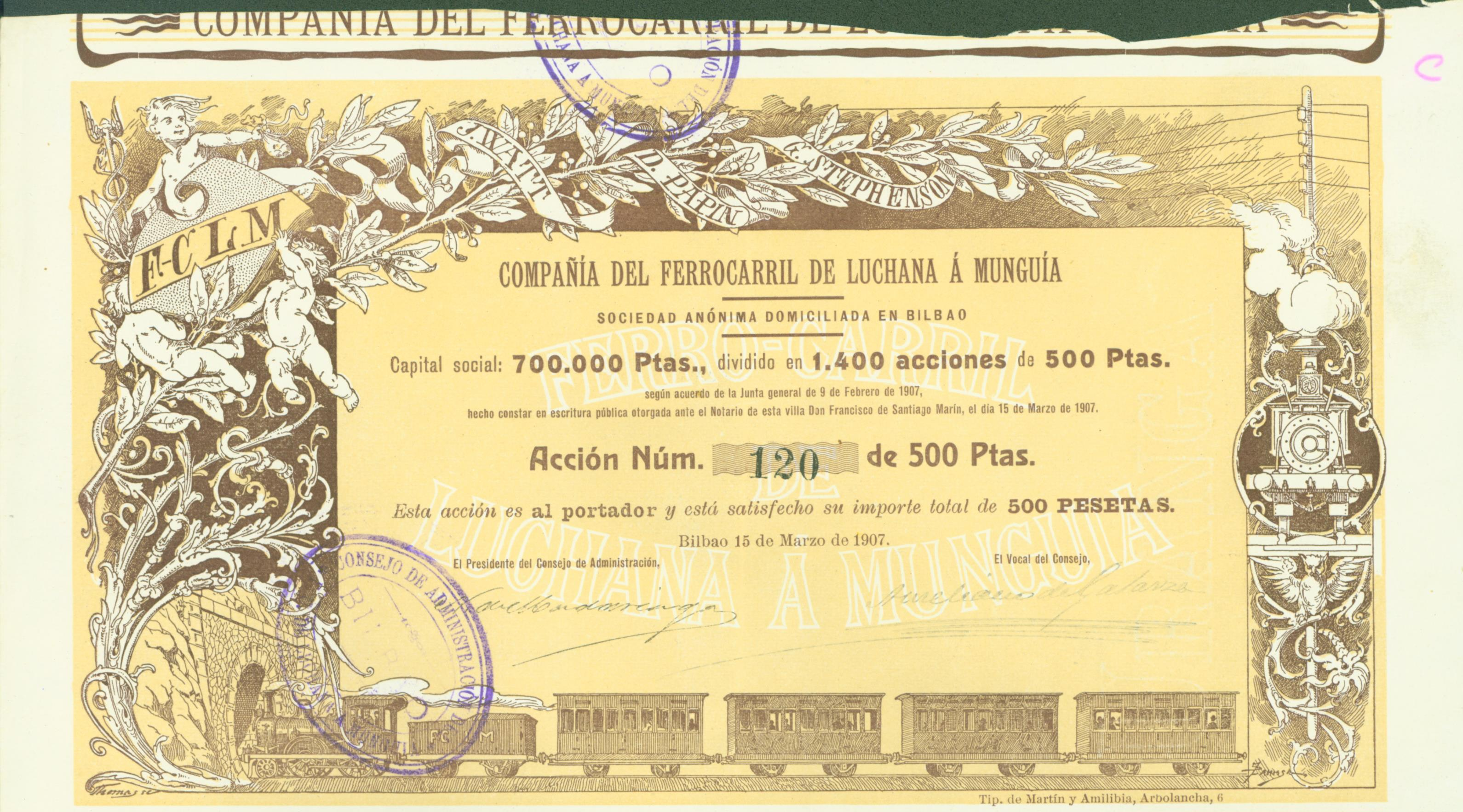
Acción de la Comp. del Ferrocarril de Luchana á Munguía de fecha 15 de marzo de 1907

El 10 de marzo de 1891 se otorgó a Manuel Lecanda la concesión de una línea de ferrocarril de vía estrecha y sin subvención estatal entre Luchana (barrio de Erandio) y Munguía. Seguidamente se constituyó la Compañía del Ferrocarril de Luchana a Munguia, a la que Manuel Lecanda transfirió el derecho de concesión de la línea. El 14 de mayo de 1890 se iniciaron las obras, que se acometieron en su totalidad en dos fases: la primera entre Luchana y Artebacarra, entrando en servicio el 1 de mayo de 1893, y la segunda desde este apeadero hasta Munguía, el 9 de julio de 1894. En total fueron tendidos 16241 metros de vía y se construyeron 4 estaciones y 8 apeaderos. En aquella época el primer tren salía de Munguía a las 5:30 de la mañana y el último a las 23:15, con una frecuencia de un tren cada 2 o 3 horas; en total el convoy necesitaba 45 minutos para llegar a Luchana.
En 1909 se estableció un enlace en la estación de Sondica, de tal manera que los trenes procedentes de Munguía podían llegar a Bilbao por el recién construido túnel de Archanda y a través de la línea de Bilbao a Lezama, que tenía como estación términi la antigua estación de Calzadas de Mallona, actualmente el Museo Arqueológico de Bilbao. Asimismo, se estableció el proyecto de prolongar la línea desde Munguía hasta Bermeo (por aquel entonces era la segunda localidad más poblada de Vizcaya), compitiendo por ello con el ferrocarril de Amorebieta a Pedernales. El primer anteproyecto, por acuerdo entre la compañía y el Ayuntamiento de Bermeo, recayó en el arquitecto Casto Zabala, que después sirvió para el proyecto del ingeniero Ernesto Hoffmeyer en 1890. Posteriormente este proyecto se utilizó como base para otra propuesta de José Orbegozo en 1909 y de José Ucelay en 1919. El proyecto, que detallaba la unión de Munguía con Pedernales, pasando por Bermeo, contemplaba la construcción de un túnel de 400 metros para salvar la divisoria de los ríos Butrón y Estepona y otro de 2000 metros para llegar a la vertiente oriental del monte Sollube, junto a Bermeo. Desde esta localidad, se planteaba un túnel de 1000 metros hasta Mundaca para continuar desde ahí a Pedernales. Pese a que en 1941 existió un proyecto en firme en este sentido e incluso se llegó a desdoblar en proyecto en dos (una primera parte de Munguía a Bermeo y una segunda de Bermeo a Pedernales), finalmente fue el ferrocarril de Amorebieta a Guernica y Pedernales quien alcanzó la localidad costera en 1955 (actualmente la línea de Urdaibai de Euskotren).
Entre 1913 y 1927 la línea entre Luchana y Munguía vivió posiblemente su mejor época en relación con el transporte de viajeros; además transportaba leche, ternos, madera, hortalizas... El 12 de octubre de 1949 FTS culminó la electrificación de la línea entre Luchana y Sondica y el 3 de septiembre de 1950 en el tramo restante hasta Munguía. De este modo, la concesionaria sustituyó las locomotoras de vapor por trenes eléctricos, construidos por AEG y Carde y Escoriaza y destinados inicialmente a la línea de Bilbao a Plencia, también gestionada por la misma empresa. El enlace ferroviario de Sondica para mejorar el tiempo de viaje entre Munguía y Bilbao, unido a las nuevas unidades eléctricas, trajo consigo un aumento del número de viajeros.
La línea de Luchana a Munguía transcurría muy cerca del aeropuerto de Bilbao, lo que a la postre implicó importantes incidencias debido a las ampliaciones de pista. Así, debido a una primera ampliación del antiguo aeropuerto de Sondica, se construyó una variante de 3,268 metros (el servicio ferroviario tuvo que ser suspendido y sustituido por autobuses del 10 de junio de 1966 hasta el 1 de marzo de 1967); posteriormente, y debido a una segunda ampliación de pista, se decretó la clausura de la línea desde Munguía a Sondica, quedando únicamente en servicio el trayecto entre esta última localidad y el barrio de Luchana. El último tren circuló el 11 de mayo de 1975.
El trazado entre Luchana y Sondica mantuvo su servicio de transporte de viajeros hasta el 1 de enero de 1997, cuando se suspendió debido al gran descenso de la demanda, motivada por el cierre de la mayoría de fábricas del valle, cuyos trabajadores emplearon tradicionalmente el ferrocarril para acudir a sus puestos de trabajo. Desde entonces la línea se ha utilizado como vía de acceso de las unidades de la línea del Valle de Asúa de Euskotren a los talleres y cocheras de Luchana y para realizar pruebas de diversas unidades ferroviarias (locomotoras de Euskokargo o del tranvía de Bilbao.

## Estaciones, apeaderos y apartaderos

### Luchana

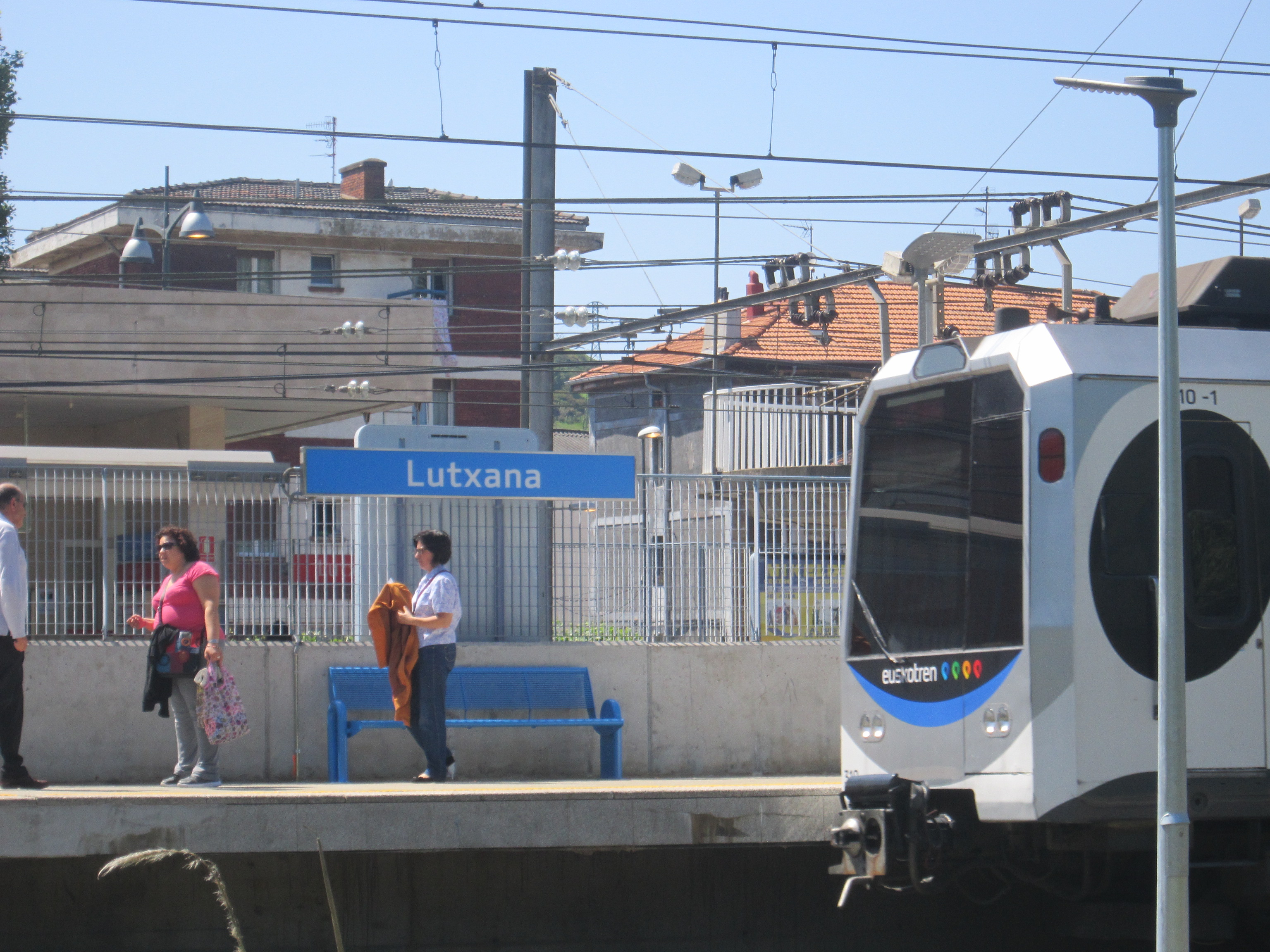
Andén de Euskotren Trena en la estación intermodal de Lutxana, habilitada provisionalmente como final de la línea del Valle de Asúa (actual E3) durante las obras de construcción de la nueva línea 3 del metro de Bilbao La estación se ha mantenido en activo para ofrecer el servicio de lanzadera entre los dos medios de transporte.

Se trataba del punto de partida de la línea ferroviaria (punto kilométrico 0) y la estación se encontraba aproximadamente en el emplazamiento de la actual estación de Lutxana de Metro Bilbao, anteriormente de la línea de ferrocarril de Bilbao a Plencia. Tras la construcción de una nueva estación, durante la transformación de la antigua línea de cercanías en metropolitana, se habilitó un andén común para ambas líneas; asimismo, existe conexión entre las vías del antiguo ferrocarril de Luchana a Munguía con las actuales vías del metro, aunque es raro el intercambio de material.
Junto a esta estación se encontraban los talleres de la línea, construidos en los años 50 por FTS, que actualmente dan servicio a las unidades que recorren la línea de Euskotren del Valle de Asúa. 
Con motivo de las obras de construcción de la nueva estación de Zazpikaleak/Casco Viejo para la línea L3 del metro de Bilbao, el 1 de abril de 2015 la estación volvió a ofrecer, provisionalmente, servicio de viajeros como estación de cabecera de la línea del Valle de Asúa de Euskotren.

### Arriagas

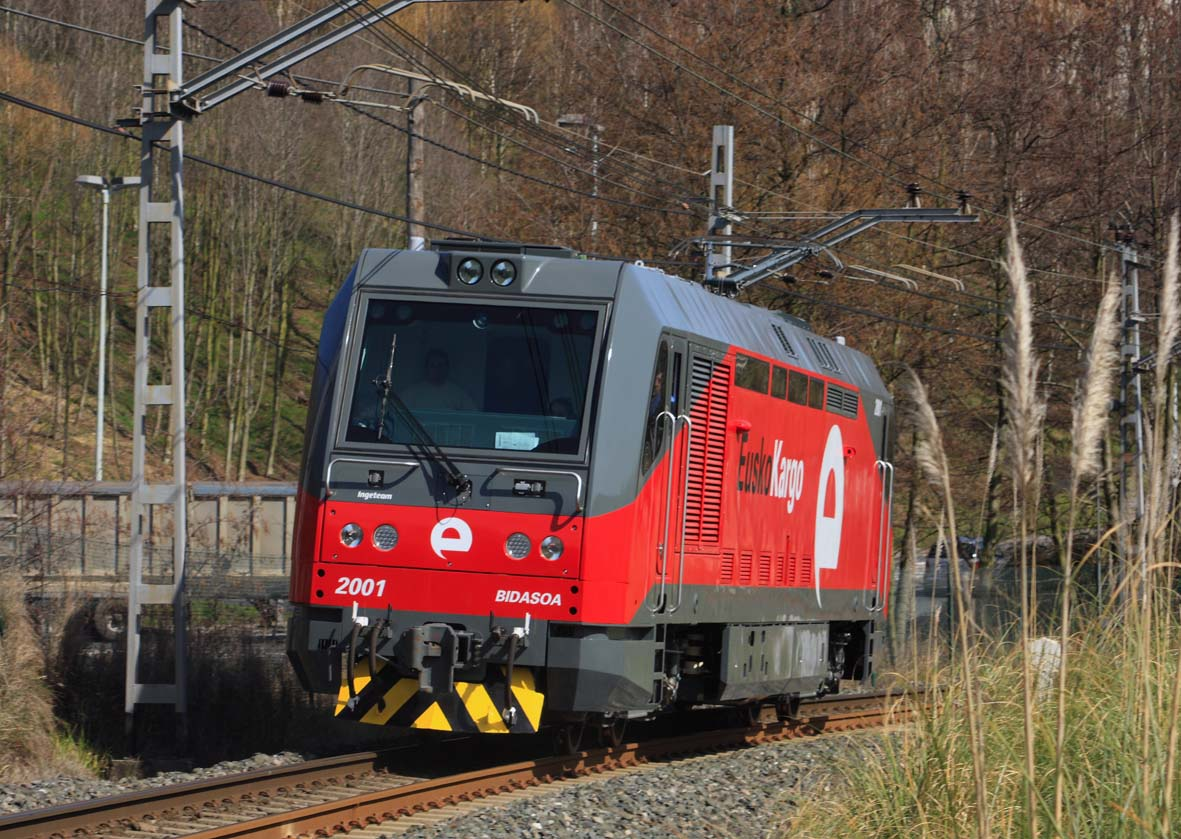
Locomotora TD 2001 BB "Bidasoa" en circulación en pruebas por la línea de Sondica a Luchana, entre el apeadero de Arriagas y la estación de Asúa-Erandio, el 10 de marzo de 2009.

Apeadero en el P.K. 1,376, junto a una antigua fábrica hoy en día en ruinas. Actualmente existe una explanada que se utiliza para maniobras de material de obra o para poner en circulación unidades ferroviarias.

### Asúa-Erandio
Estación, ya desaparecida, en el P.K. 2,554, también conocida como La Cadena. Actualmente se encuentra en un emplazamiento en el que abundan los pabellones empresariales y ya en su día incluía un apartadero a la fábrica de ladrillos Cerámicas de Asúa, destinado al tráfico de mercancías. Se utiliza para estacionar material de la línea de Bilbao a Lezama.
Se da la circunstancia de que el padre del futbolista del Athletic Club, Telmo Zarra, era jefe de estación en Asúa-Erandio, en ella nació el célebre jugador el 20 de enero de 1921, y en sus cercanías comenzó a jugar a fútbol. En octubre de 2011, ante el estado ruinoso del edificio, Euskotren decidió demoler la estación; 3 años después, las 5 estaciones de FTS que han sobrevivido en Vizcaya (Calzadas de Mallona, Derio, Deusto -estación clausurada de Euskotren-, Neguri y Plencia) fueron catalogadas como Patrimonio Cultural por el Gobierno Vasco.

### Sangróniz
Apeadero en el P.K. 3,165, en el barrio del mismo nombre. Euskotren ofrece servicio de viajeros en este apeadero tras la reapertura del tramo entre Sondica y Luchana para el servicio de lanzadera (línea E3a), bajo el nombre de Zangroiz.

### Sondica

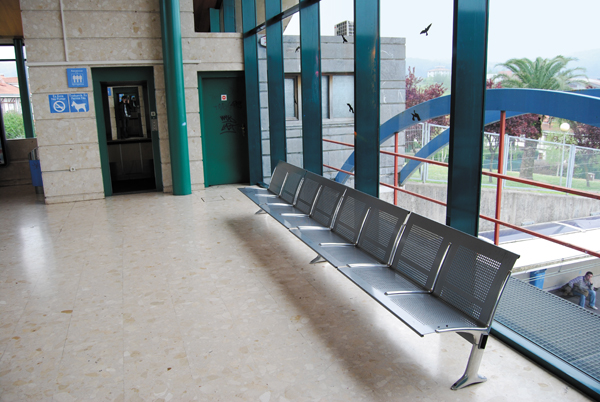
Vestíbulo de la actual estación de tren de Sondica, que presta servicio de viajeros a la línea de Bilbao a Lezama de Euskotren.

Esta estación servía de enlace con la línea de Bilbao a Lezama (actual línea del Valle de Asúa de Euskotren) a la que continúa ofreciendo servicio de viajeros. Se encontraba en el P.K. 4,619 de la línea.

### Elochelerri
Apeadero habilitado tras la construcción de la variante de la línea, fruto de las obras necesarias tras la ampliación del aeropuerto de Bilbao. Se encontraba en el P.K. 5,730 y sólo funcionó durante 8 años. No debe confundirse con el apeadero del mismo nombre, y en funcionamiento actualmente, de la línea del Valle de Asúa de Euskotren.

### Gastañaga
Apeadero en el P.K. 6,810 sustituido tras la construcción de la variante de Sondica.

### Aburto
Apeadero y apartadero en el los P.K. 7,018 y 7,000 respectivamente. El apartadero con dos vías muertas y estaba destinado a la carga de arcilla de las canteras.

### Ayarza
Apeadero y apartadero en el los P.K. 7,857 y 7,880 respectivamente. El apartadero estaba destinado a la carga de arcilla de las canteras.
Hoy en día se observan algunos restos del andén.

### Artebacarra
Se encontraba en el P.K. 9,853.

### Cantera de Arteaga
Apartadero industrial en el P.K. 12,000.

### Zabalondo
También apeadero, se encontraba en el P.K. 13,856. Este estacionamiento también llegó a denominarse Laucariz.

### Achuri
Apeadero en el P.K. 15,080.

### Munguía
Estación final de la línea en el P.K. 16,242. Actualmente el emplazamiento de la estación es un aparcamiento en superficie y no queda prácticamente rastro del pasado ferroviario.

## Túneles y puentes
La línea de Luchana a Munguía contaba con un total de 4 túneles y un viaducto, un puente metálico prácticamente en el inicio de la línea, en Luchana (P.K. 0,174). El túnel de mayor envergadura fue el de Artebacarra, de 647,20 metros, en el P.K. 10,137. La nómina de túneles la completan otros tres en los P.K. 0,840, 0,909 y 1,565, de 10, 24 y 222 metros respectivamente.

## Material móvil
El ferrocarril de Luchana a Munguía contó con las siguientes locomotoras que dieron servicio incluso en años posteriores a la electrificación de la línea:
- "Erandio" (nº 1): fabricada por Hunslet en 1891, fue transferida por FTS a la línea de la fábrica de Sefanitro (en Baracaldo) a Bilbao en 1951.
- "Munguía" (nº 2): fabricada por Nasmiyth Wilson en 1891; desguazada en 1960.
- "Orive" (nº 1 y posteriormente nº 4): fabricada por Kerr Stuart en 1891. Esta locomotora pesaba 26 toneladas y contaba con una capacidad de arrastre de 416 toneladas. Fue bautizada como "Orive" en honor a uno de los principales promotores de este ferrocarril, Salustiano de Orive. En 1901 reforzó su tracción y un año después fue inspeccionada por Manuel Rosell, ingeniero de la Primera División de Ferrocarriles. Tras la electrificación de la línea realizó labores auxiliares durante algunos años.
- "Deva" (nº 301): fabricada por Nasmyth Wilson en 1894. Procedente de Ferrocarriles Vascongados y transferida posteriormente al Ferrocarril Castro Urdiales-Traslaviña.
- "San Sebastián" (nº 303): fabricada por Nasmyth Wilson en 1894. Procedente del Ferrocarril Amorebieta-Bermeo.
- Dos locomotoras fabricadas por Sharp Steward en 1902, numeradas con el 5 y el 6. Procedentes de la Luchana Mining Company y transferidas en 1940 al Ferrocarril Vasco Asturiano.

Tras la electrificación FTS puso en circulación automotores MAB.

## Futuro

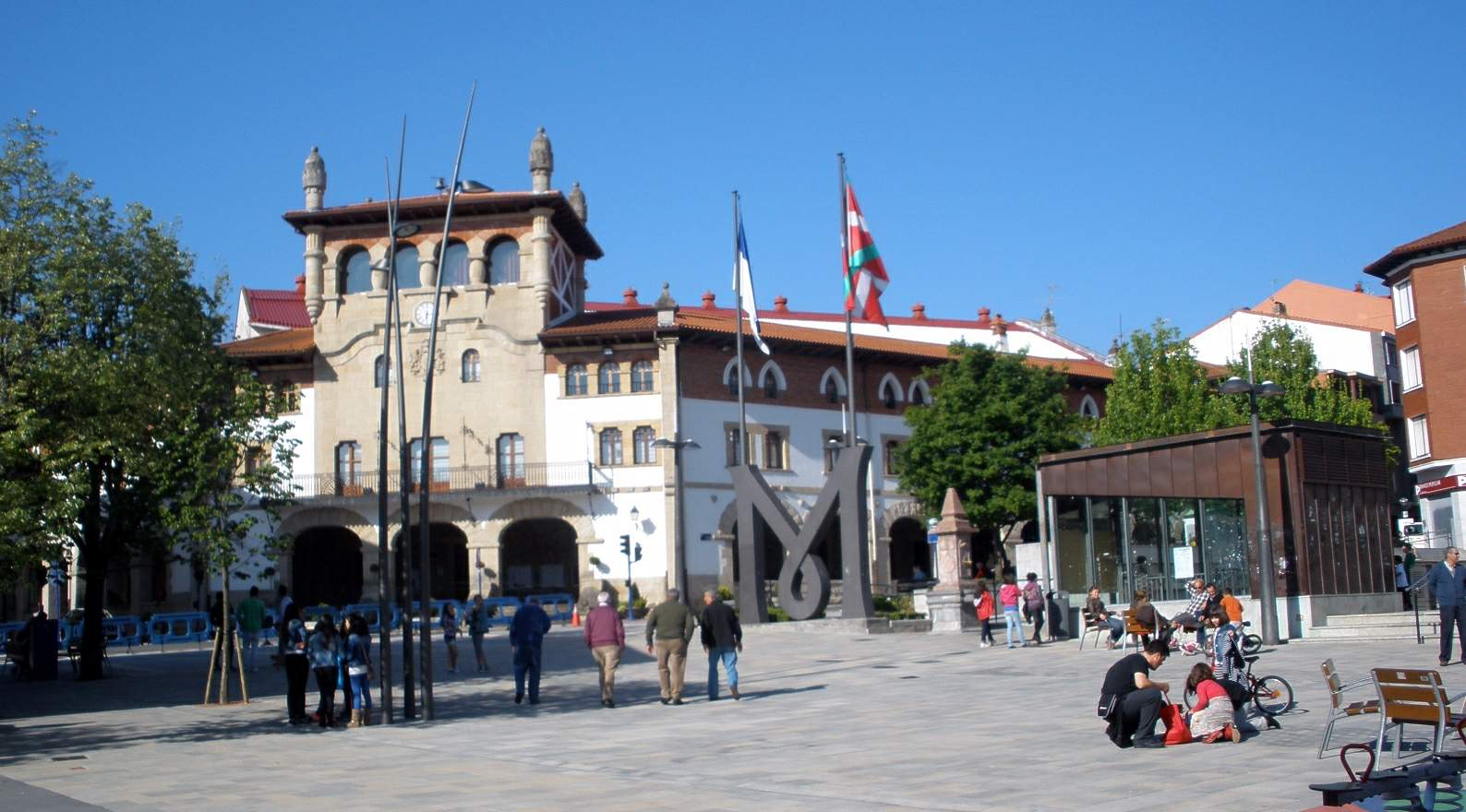
Casa consistorial de Munguía.

Hoy en día Munguía es una de las pocas localidades vascas de más de 10000 habitantes que carece de conexión ferroviaria, hecho que unido a su cercanía con Bilbao ha generado la demanda por parte de algunas personas y asociaciones de una reapertura de la línea ferroviaria, si bien en la actualidad no existe ningún proyecto en firme enfocado a habilitar un enlace ferroviario con Bilbao. En 2013 una petición a través de Change.org consiguió un total de 1546 firmas, aunque quedó lejos de su objetivo.
En la actualidad el Gobierno Vasco está construyendo un túnel que unirá Bilbao con el aeropuerto y que está previsto que entre en servicio en el año 2016. Diversas organizaciones de Munguía y Vizcaya están aprovechando esta circunstancia para promover la prolongación de esta línea desde Lujua, municipio en el que se encuentra el aeropuerto, hasta Munguía. Así, la asociación ambientalista Butroi Bizirik promueve la conexión entre el aeropuerto y Munguía, así como su prolongación hasta Urdúliz, para poder acceder de este modo al hospital de Urdúliz, y afirman haber recogido ya 5000 firmas que apoyan esta propuesta.
El 7 de junio de 2012, las Juntas Generales de Vizcaya aprobaron por unanimidad una propuesta de EH Bildu para instar al Gobierno Vasco a redactar un estudio con el fin de analizar la prolongación hasta Munguía de la futura línea de tren al aeropuerto. Red Ferroviaria Vasca dispone de un informe de viabilidad redactado en 2011 y en el que se contempla la prolongación del ferrocarril de Lujua a Munguía mediante una línea de 9,5 km, de los cuales 3,5 soterrados, con dos apeaderos en áreas empresariales y una estación en el centro de Munguía. Este estudio indica que la prolongación ferroviaria hacia Munguía no es socioeconómicamente rentable y que el mejor modo de conectar esta localidad con Bilbao es la actual (el autobús). En respuesta a las preguntas de la parlamentaria Marian Beitialarrangoitia de EH Bildu acerca de la viabilidad de prolongar el ferrocarril hacia Munguía, la Consejería de Medio Ambiente y Política Territorial del Gobierno Vasco procedió a revisar el estudio de 2011 y actualizarlo con los datos disponibles en 2013, e informó de que las conclusiones continuaban siendo válidas, descartando de ese modo la llegada del tren a esta localidad vizcaína. De esta respuesta parlamentaria se desprende, además, que en relación con la petición de las Juntas Generales de Vizcaya, no se ha procedido aún a redactar un proyecto, puesto que no se considera viable; asimismo, se constata que el Ayuntamiento de Munguía está reservando suelo en sus planes urbanísticos para un hipotético ferrocarril.
Finalmente, el Ayuntamiento de Mungia cuenta también con un anteproyecto propio, realizado por la ingeniería Idom, en el que baraja dos rutas para prolongar el ferrocarril desde el aeropuerto hasta Mungia: la primera continúa parcialmente por la antigua vía de tren y la segunda está diseñada con vistas a prolongarla en un futuro a Bermeo.